# Petaure gegant
Els petaures gegants (Petauroides) són un gènere de marsupials diprotodonts de la família dels pseudoquírids. Aquest grup fou considerat monotípic fins al 2020, quan un estudi genètic dividí el petaure gegant meridional en tres espècies. Les espècies d'aquest gènere viuen a l'est d'Austràlia i són animals nocturns, solitaris i herbívors. El seu hàbitat natural són els boscos d'eucaliptus.